# Ivo Luís Knoll
Ivo Luís Knoll (Rio do Sul, 15 de agosto de 1929 – Florianópolis, 15 de maio de 2021) foi um político brasileiro.
Filho de Cristiano Knoll e de Herta Altenburg Knoll. Casou com Maria Gastaldi Knoll.
Foi deputado à Assembleia Legislativa de Santa Catarina na 6ª legislatura (1967 — 1971).
Morreu em Florianópolis em 15 de maio de 2021, devido a causas naturais. Seu corpo foi cremado e as cinzas enterradas no Cemitério Jardim da Paz de Florianópolis.